# John Barnes (scrittore)
John Allen Barnes (1957) è un autore di fantascienza statunitense.
Le sue storie esplorano spesso problematiche relative alla morale individuale all'interno di più ampi contesti sociali. Alcuni dei quattro romanzi della serie delle Mille Culture trattano degli effetti della globalizzazione su società isolate.
Barnes ha un dottorato in teatro e per diversi anni ha insegnato in Colorado dove ancora vive.
È stato sposato due volte e la sua seconda moglie era la scrittrice Kara Dalkey.

## Opere
- L'età della guerra (The Man Who Pulled Down the Sky, 1986) - Urania n.1064
- Peccato originale (Sin of Origin, 1988) - Urania n.1097
- Sistema virtuale XV (Mother of Storms, 1995) - Cosmo Oro n.151
- Encounter With Tiber, con Buzz Aldrin (1996)
- One For the Morning Glory (1996)
- Finity (1999)
- The Return, con Buzz Aldrin (2001)
- Gaudeamus (2004)

### Ciclo delle Mille Culture
- Un milione di porte (A Million Open Doors, 1993) - Urania n.1355
- Earth Made of Glass (1999)
- The Merchants of Souls (2002)
- The Armies of Memory (2006)

### Ciclo Time Raider
- Wartide (1992)
- Battle Cry (1992)
- Union Fires (1992)

### Ciclo Century Next Door
- Risonanza orbitale (Orbital Resonance, 1991) - Urania n.1734
- Un secolo di ordinaria follia (Kaleidoscope Century, 1996) - Solaria n.7
- Candle (2000)
- The Sky So Big and Black (2002)

### Ciclo Timeline Wars
- Patton's Spaceship (1997)
- Washington's Dirigible (1997)
- Caesar's Bicycle (1997)

### Ciclo di Jack Jinnaka
- Duke of Uranium (2002)
- A Princess of the Aerie (2003)
- In the Hall of the Martian King (2003)

## Premi
- Premio Nebula candidato come miglior romanzo (1992): Orbital Resonance
- Premio Nebula candidato come miglior romanzo (1993): Un milione di porte (A Million Open Doors)
- Premio Hugo candidato come miglior romanzo (1995): Sistema virtuale XV (Mother of Storms)
- Premio Nebula candidato come miglior romanzo (1996): Sistema virtuale XV (Mother of Storms)